# Funicular de Vallvidrera
El funicular de Vallvidrera es un funicular de Barcelona que une la parte alta del barrio de Sarrià con Vallvidrera. La estación inferior enlaza con la estación de Peu del Funicular del Metro del Vallés de FGC.
Se inauguró en 1906 para comunicar la línea de Sarrià con el antiguo pueblo de Vallvidrera (hoy parte de Barcelona). El año 1979 pasó a formar parte de los FGC y en 1998 se hizo una profunda remodelación que ha permitido automatizar el funicular.
Actualmente el funicular está explotado por FGC e integrado en la primera corona de la ATM.

## Características técnicas
- Longitud de la línea  736 m
- Altitud Vallvidrera-Inferior  196 m
- Altitud Vallvidrera-Superior  359 m
- Desnivel  158 m
- Pendiente máximo  28,9 %
- Vehículos  2
- Capacidad de los vehículos  50 personas
- Capacidad de transporte (en un solo sentido)  2000 personas/hora
- Velocidad  5,0 m/s (o 18 km/h)
- Diámetro del cable  30 mm
- Ancho de vía  1000 mm (métrico)